# Massacre de Tóchni
Le massacre de Tochni fait référence au meurtre de 84 Chypriotes turcs du village de Tóchni, dans le district de Larnaca, à Chypre par des membres Chypriotes grecs de l'EOKA B pendant l'invasion turque de Chypre à l'été 1974.

## Contexte
Pendant l'invasion turque au nord de l'île, des membres du groupe paramilitaire chypriote grec EOKA B ont pris en otage plus de 80 hommes Chypriotes turcs du village de Tochni et du village voisin de Zygi, y compris des garçons mineurs âgés de 13 ans. Après avoir été gardés dans une école élémentaire grecque pendant la nuit, les Chypriotes turcs arrêtés sont montés dans un bus. Selon le seul survivant du massacre, Suat Hussein Kafadar, les Turcs ont été emmenés au village de Palodia, où ils ont été exécutés avec des armes automatiques,,,,,,.
Le nombre total de victimes est de 84 (78 de Tochni et 6 de Zygi). Sur le site du massacre, selon Kafadar, il y a un officier grec. Kafadar déclare dans une interview qu'un officier militaire grec avec trois étoiles leur parle pendant la nuit et les rassure qu'ils ne seront pas blessés. "Mon ami, n'aie pas peur. Aujourd'hui vous êtes des prisonniers, demain nous serons les vôtres. Dans l'armée, personne ne maltraite les captifs".
L'atrocité se produit le même jour que le massacre de Maratha, Santalaris et Aloda, également par des Chypriotes grecs membres de EOKA B.
En 2016, l'ancienne ministre des Affaires étrangères de Chypre Erato Kozakou-Marcoullis déclare : "Je présente mes excuses aux Chypriotes turcs pour les 126 femmes et enfants tués à Aloda, Maratha et Santalaris et les 85 hommes civils tués à Tochni à la suite des meurtres horribles commis par les extrémistes de l'EOKA B le 14 août 1974".